# Тірольський капелюх

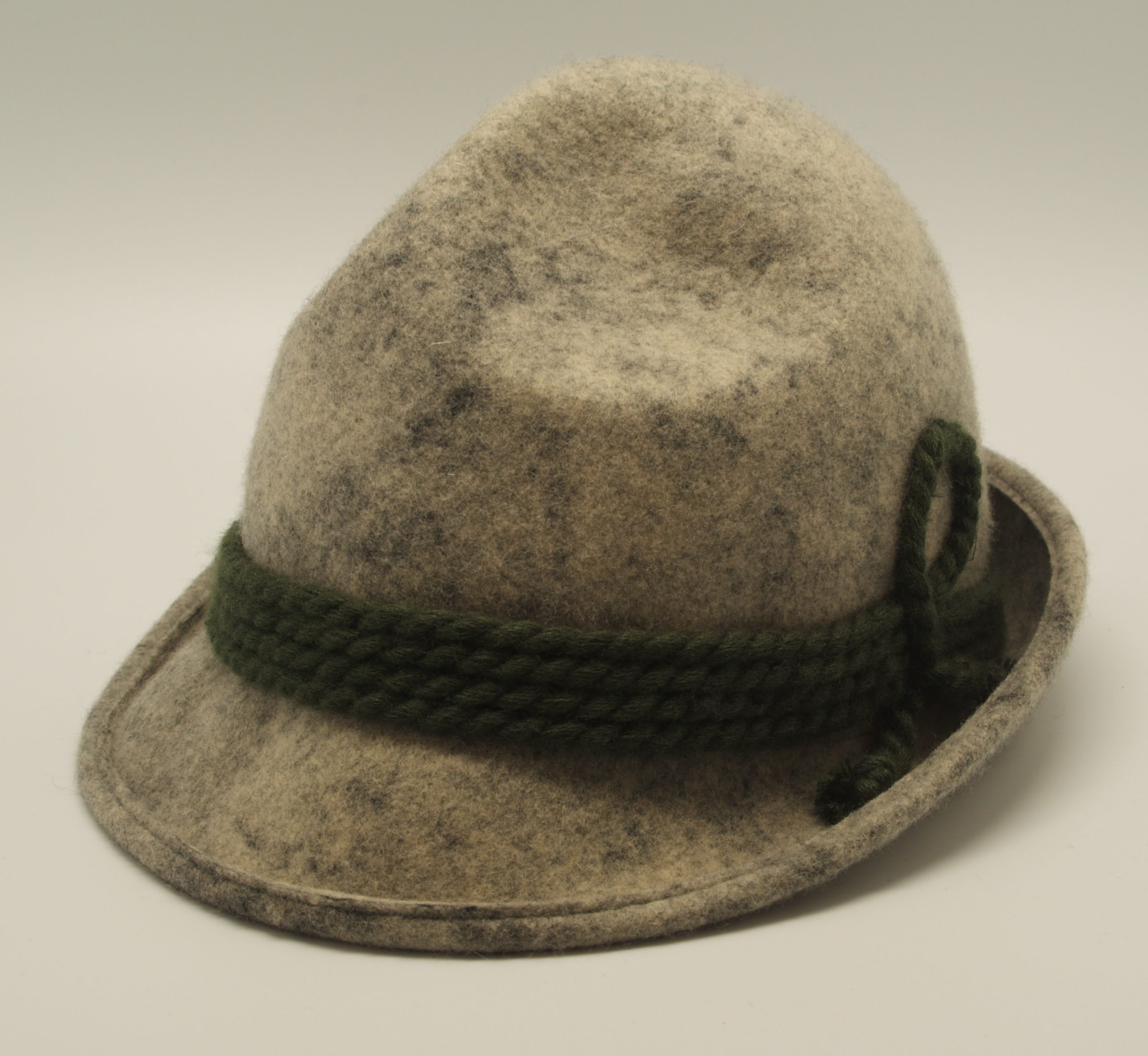
Сірий варіант тірольського капелюха

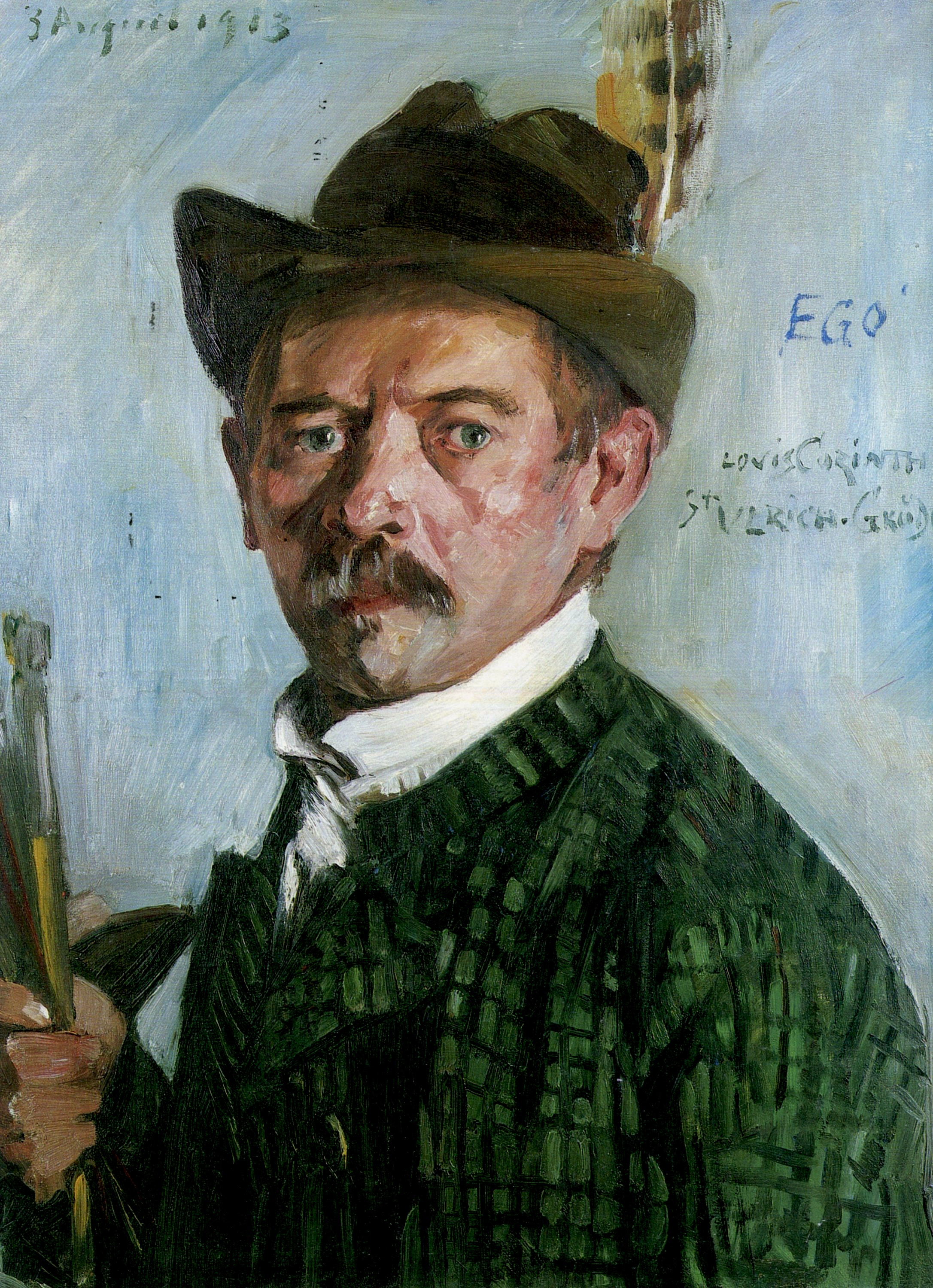
Автопортрет в тірольському капелюсі, Ловіс Корінт, 1913

Тірольський капелюх (нім. Tirolerhut), також званий баварським або альпійським капелюхом (італ. cappello alpino) — головний убір, що бере своє походження в альпійському Тіролі і ношений на частини території Австрії, Німеччини, Італії та Швейцарії.
Типовий тірольський капелюх спочатку мав тулію, звужується до вістря, і був зроблений із зеленої повсті з крисами шириною приблизно в долоню, що було особливо поширене в Ціллерталі. Виготовляють різні форми тірольських капелюхів. Часто капелюхи прикрашають кольоровою стрічкою, пучком квітів, пір'ям або пензликом, традиційно зробленим з бороди козиці. Тірольський капелюх набув популярності завдяки Едуарду VIII, який після свого зречення часто зупинявся в Австрійській Штирії і часто носив капелюх тірольського стилю.
У XIX і XX століттях тірольські костюми виробили певний ступінь однаковості у своєму зовнішньому вигляді. У місцевих сільських костюмах Тіролю різні стилі тірольських капелюхів збереглися з 1830—1840-х років. Форми цих капелюхів варіюються від високих вузько крислатих капелюхів Північного Тіролю, які прим'яті зверху, до низьких крислатих капелюхів Больцанського виноробного регіону.
Пізніше тірольський капелюх став частиною тірольської культури та туристичним символом, в тому числі під впливом народних музичних колективів, які носили місцеві костюми. Музикант Біллі Мо написав в 1962 році пісню «Я краще куплю тірольський капелюх», яка зміцнила зв'язок між капелюхом і традиційною альпійською народною музикою. У 1965 році під тією ж назвою з'явилася музична комедія.
Можливо, тірольський капелюх надихнув на створення гомбурга.